# Fußball-Europameisterschaft der Frauen 2017/Gruppe C
Dieser Artikel umfasst die Spiele der Vorrundengruppe C der Fußball-Europameisterschaft der Frauen 2017 mit allen statistischen Details.
| Pl. | Land       | Sp. | S | U | N | Tore    | Diff. | Punkte |
| --- | ---------- | --- | - | - | - | ------- | ----- | ------ |
| 1.  | Österreich | 3   | 2 | 1 | 0 | 005:100 | +4    | 07     |
| 2.  | Frankreich | 3   | 1 | 2 | 0 | 003:200 | +1    | 05     |
| 3.  | Schweiz    | 3   | 1 | 1 | 1 | 003:300 | ±0    | 04     |
| 4.  | Island     | 3   | 0 | 0 | 3 | 001:600 | −5    | 0      |

## Österreich – Schweiz 1:0 (1:0)
| Österreich                                                   | Österreich | Schweiz | Schweiz | Aufstellung                          |
| ------------------------------------------------------------ | --- | --- | ------- | ------------------------------------ |
| Österreich                                                   | \| 18. Juli 2017, 18 Uhr in Deventer (Stadion De Adelaarshorst) \| \| Zuschauer: 4.781 \| \| Schiedsrichterin: Bibiana Steinhaus ( Deutschland) \| \| Spielbericht \| | \| 18. Juli 2017, 18 Uhr in Deventer (Stadion De Adelaarshorst) \| \| Zuschauer: 4.781 \| \| Schiedsrichterin: Bibiana Steinhaus ( Deutschland) \| \| Spielbericht \| | Schweiz | Aufstellung Österreich gegen Schweiz |
| Österreich                                                   | Manuela Zinsberger – Katharina Schiechtl (77. Viktoria Schnaderbeck), Carina Wenninger, Virginia Kirchberger, Verena Aschauer – Sarah Puntigam – Laura Feiersinger, Sarah Zadrazil, Nicole Billa (83. Viktoria Pinther), Lisa Makas (39. Nadine Prohaska) – Nina Burger Cheftrainer: Dominik Thalhammer | Gaëlle Thalmann – Ana Maria Crnogorčević, Rahel Kiwic, Caroline Abbé (57. Vanessa Bernauer), Noëlle Maritz – Géraldine Reuteler (62. Jana Brunner), Lia Wälti, Martina Moser, Lara Dickenmann – Ramona Bachmann, Fabienne Humm (57. Eseosa Aigbogun) Cheftrainer: Martina Voss-Tecklenburg ( Deutschland) | Schweiz | Aufstellung Österreich gegen Schweiz |
| Österreich                                                   | 1:0 Nina Burger (15.) | | Schweiz | Aufstellung Österreich gegen Schweiz |
| Österreich                                                   | Kirchberger (55.), Burger (71.) | Abbé (19.) | Schweiz | Aufstellung Österreich gegen Schweiz |
| Österreich                                                   | Kiwic (60.) | | Schweiz | Aufstellung Österreich gegen Schweiz |
| Österreich                                                   | Spieler des Spiels: Sarah Puntigam (Österreich) | | Schweiz | Aufstellung Österreich gegen Schweiz |
| 18. Juli 2017, 18 Uhr in Deventer (Stadion De Adelaarshorst) | | |         |                                      |
| Zuschauer: 4.781                                             | | |         |                                      |
| Schiedsrichterin: Bibiana Steinhaus ( Deutschland)           | | |         |                                      |
| Spielbericht                                                 | | |         |                                      |

## Frankreich – Island 1:0 (0:0)
| Frankreich                                                      | Frankreich | Island | Island | Aufstellung                         |
| --------------------------------------------------------------- | --- | --- | ------ | ----------------------------------- |
| Frankreich                                                      | \| 18. Juli 2017, 20:45 Uhr in Tilburg (König-Wilhelm-II.-Stadion) \| \| Zuschauer: 4.894 \| \| Schiedsrichterin: Carina Vitulano ( Italien) \| \| Spielbericht \| | \| 18. Juli 2017, 20:45 Uhr in Tilburg (König-Wilhelm-II.-Stadion) \| \| Zuschauer: 4.894 \| \| Schiedsrichterin: Carina Vitulano ( Italien) \| \| Spielbericht \| | Island | Aufstellung Frankreich gegen Island |
| Frankreich                                                      | Sarah Bouhaddi – Jessica Houara, Laura Georges, Wendie Renard , Sakina Karchaoui – Élodie Thomis (77. Marie-Laure Delie), Camille Abily, Amandine Henry, Élise Bussaglia (64. Gaëtane Thiney), Clarisse Le Bihan (43. Kadidiatou Diani) – Eugénie Le Sommer Cheftrainer: Olivier Echouafni | Guðbjörg Gunnarsdóttir – Glódís Perla Viggósdóttir, Sif Atladóttir, Ingibjörg Sigurðardóttir – Gunnhildur Yrsa Jónsdóttir, Sara Björk Gunnarsdóttir , Sigríður Lára Garðarsdóttir (75. Harpa Þorsteinsdóttir), Hallbera Guðný Gísladóttir – Agla María Albertsdóttir (61. Katrín Ásbjörnsdóttir), Dagný Brynjarsdóttir, Fanndís Friðriksdóttir (82. Elín Metta Jensen) Cheftrainer: Freyr Alexandersson | Island | Aufstellung Frankreich gegen Island |
| Frankreich                                                      | 1:0 Eugénie Le Sommer (86., Foulelfmeter) | | Island | Aufstellung Frankreich gegen Island |
| Frankreich                                                      | Renard (18.) | Sigurðardóttir (34.), Albertsdóttir (54.) | Island | Aufstellung Frankreich gegen Island |
| Frankreich                                                      | Spieler des Spiels: Wendie Renard (Frankreich) | | Island | Aufstellung Frankreich gegen Island |
| 18. Juli 2017, 20:45 Uhr in Tilburg (König-Wilhelm-II.-Stadion) | | |        |                                     |
| Zuschauer: 4.894                                                | | |        |                                     |
| Schiedsrichterin: Carina Vitulano ( Italien)                    | | |        |                                     |
| Spielbericht                                                    | | |        |                                     |

## Island – Schweiz 1:2 (1:1)
| Island                                                      | Island | Schweiz | Schweiz | Aufstellung                      |
| ----------------------------------------------------------- | --- | --- | ------- | -------------------------------- |
| Island                                                      | \| 22. Juli 2017, 18 Uhr in Doetinchem (Stadion De Vijverberg) \| \| Zuschauer: 5.647 \| \| Schiedsrichterin: Anastassija Pustowoitowa ( Russland) \| \| Spielbericht \| | \| 22. Juli 2017, 18 Uhr in Doetinchem (Stadion De Vijverberg) \| \| Zuschauer: 5.647 \| \| Schiedsrichterin: Anastassija Pustowoitowa ( Russland) \| \| Spielbericht \| | Schweiz | Aufstellung Island gegen Schweiz |
| Island                                                      | Guðbjörg Gunnarsdóttir – Glódís Viggósdóttir, Sif Atladóttir, Ingibjörg Sigurðardóttir – Gunnhildur Yrsa Jónsdóttir (82. Hólmfríður Magnúsdóttir), Sara Björk Gunnarsdóttir , Sigríður Lára Garðarsdóttir (88. Harpa Þorsteinsdóttir), Hallbera Guðný Gísladóttir – Katrín Ásbjörnsdóttir (66. Agla María Albertsdóttir), Dagný Brynjarsdóttir, Fanndís Friðriksdóttir Cheftrainer: Freyr Alexandersson | Gaëlle Thalmann – Ana Maria Crnogorčević, Jana Brunner, Lia Wälti, Noëlle Maritz – Cinzia Zehnder, Martina Moser (57. Eseosa Aigbogun), Vanessa Bernauer, Lara Dickenmann – Vanessa Bürki (76. Fabienne Humm), Ramona Bachmann (90.+10′ Rachel Rinast) Cheftrainer: Martina Voss-Tecklenburg ( Deutschland) | Schweiz | Aufstellung Island gegen Schweiz |
| Island                                                      | 1:0 Fanndís Friðriksdóttir (33.) | 1:1 Lara Dickenmann (43.) 1:2 Ramona Bachmann (52.) | Schweiz | Aufstellung Island gegen Schweiz |
| Island                                                      | Jónsdóttir (44.) | Dickenmann (7.) | Schweiz | Aufstellung Island gegen Schweiz |
| Island                                                      | Spieler des Spiels: Ramona Bachmann (Schweiz) | | Schweiz | Aufstellung Island gegen Schweiz |
| 22. Juli 2017, 18 Uhr in Doetinchem (Stadion De Vijverberg) | | |         |                                  |
| Zuschauer: 5.647                                            | | |         |                                  |
| Schiedsrichterin: Anastassija Pustowoitowa ( Russland)      | | |         |                                  |
| Spielbericht                                                | | |         |                                  |

## Frankreich – Österreich 1:1 (0:1)
| Frankreich                                                | Frankreich | Österreich | Österreich | Aufstellung                             |
| --------------------------------------------------------- | --- | --- | ---------- | --------------------------------------- |
| Frankreich                                                | \| 22. Juli 2017, 20:45 Uhr in Utrecht (Stadion Galgenwaard) \| \| Zuschauer: 4.387 \| \| Schiedsrichterin: Jana Adámková ( Tschechien) \| \| Spielbericht \| | \| 22. Juli 2017, 20:45 Uhr in Utrecht (Stadion Galgenwaard) \| \| Zuschauer: 4.387 \| \| Schiedsrichterin: Jana Adámková ( Tschechien) \| \| Spielbericht \| | Österreich | Aufstellung Frankreich gegen Österreich |
| Frankreich                                                | Sarah Bouhaddi – Jessica Houara (63. Sakina Karchaoui), Griedge Mbock Bathy, Wendie Renard , Ève Périsset – Onema Grace Geyoro, Amandine Henry, Élise Bussaglia (78. Camille Abily) – Marie-Laure Delie, Gaëtane Thiney (70. Kadidiatou Diani), Eugénie Le Sommer Cheftrainer: Olivier Echouafni | Manuela Zinsberger – Katharina Schiechtl, Carina Wenninger, Virginia Kirchberger – Laura Feiersinger, Viktoria Schnaderbeck , Sarah Puntigam, Verena Aschauer – Nicole Billa (85. Jasmin Eder) – Nina Burger (75. Viktoria Pinther), Lisa Makas (69. Nadine Prohaska) Cheftrainer: Dominik Thalhammer | Österreich | Aufstellung Frankreich gegen Österreich |
| Frankreich                                                | 1:1 Amandine Henry (51.) | 0:1 Lisa Makas (27.) | Österreich | Aufstellung Frankreich gegen Österreich |
| Frankreich                                                | Houara (44.) | Feiersinger (20.) | Österreich | Aufstellung Frankreich gegen Österreich |
| Frankreich                                                | Spieler des Spiels: Nicole Billa (Österreich) | | Österreich | Aufstellung Frankreich gegen Österreich |
| 22. Juli 2017, 20:45 Uhr in Utrecht (Stadion Galgenwaard) | | |            |                                         |
| Zuschauer: 4.387                                          | | |            |                                         |
| Schiedsrichterin: Jana Adámková ( Tschechien)             | | |            |                                         |
| Spielbericht                                              | | |            |                                         |

## Schweiz – Frankreich 1:1 (1:0)
| Schweiz                                                 | Schweiz | Frankreich | Frankreich | Aufstellung                          |
| ------------------------------------------------------- | --- | --- | ---------- | ------------------------------------ |
| Schweiz                                                 | \| 26. Juli 2017, 20:45 Uhr in Breda (Rat-Verlegh-Stadion) \| \| Zuschauer: 3.347 \| \| Schiedsrichterin: Katalin Kulcsár ( Ungarn) \| \| Spielbericht \| | \| 26. Juli 2017, 20:45 Uhr in Breda (Rat-Verlegh-Stadion) \| \| Zuschauer: 3.347 \| \| Schiedsrichterin: Katalin Kulcsár ( Ungarn) \| \| Spielbericht \| | Frankreich | Aufstellung Schweiz gegen Frankreich |
| Schweiz                                                 | Gaëlle Thalmann – Ana Maria Crnogorčević, Rahel Kiwic, Lia Wälti, Noëlle Maritz – Cinzia Zehnder (80. Géraldine Reuteler), Vanessa Bernauer, Martina Moser (65. Viola Calligaris), Lara Dickenmann – Ramona Bachmann, Eseosa Aigbogun (79. Meriame Terchoun) Cheftrainer: Martina Voss-Tecklenburg ( Deutschland) | Sarah Bouhaddi – Ève Périsset, Griedge Mbock Bathy, Wendie Renard , Sakina Karchaoui – Amandine Henry, Camille Abily (87. Gaëtane Thiney), Onema Grace Geyoro – Kadidiatou Diani (83. Jessica Houara), Claire Lavogez (71. Marie-Laure Delie) – Eugénie Le Sommer Cheftrainer: Olivier Echouafni | Frankreich | Aufstellung Schweiz gegen Frankreich |
| Schweiz                                                 | 1:0 Ana Maria Crnogorčević (19.) | 1:1 Camille Abily (76.) | Frankreich | Aufstellung Schweiz gegen Frankreich |
| Schweiz                                                 | Bernauer (66.), Calligaris (68.), Dickenmann (72.) | Renard (14.), Henry (43.) | Frankreich | Aufstellung Schweiz gegen Frankreich |
| Schweiz                                                 | Périsset (17.) | | Frankreich | Aufstellung Schweiz gegen Frankreich |
| Schweiz                                                 | Spieler des Spiels: Ramona Bachmann (Schweiz) | | Frankreich | Aufstellung Schweiz gegen Frankreich |
| 26. Juli 2017, 20:45 Uhr in Breda (Rat-Verlegh-Stadion) | | |            |                                      |
| Zuschauer: 3.347                                        | | |            |                                      |
| Schiedsrichterin: Katalin Kulcsár ( Ungarn)             | | |            |                                      |
| Spielbericht                                            | | |            |                                      |

## Island – Österreich 0:3 (0:2)
| Island                                                             | Island | Österreich | Österreich | Aufstellung                         |
| ------------------------------------------------------------------ | --- | --- | ---------- | ----------------------------------- |
| Island                                                             | \| 26. Juli 2017, 20:45 Uhr in Rotterdam (Sparta Stadion Het Kasteel) \| \| Zuschauer: 4.893 \| \| Schiedsrichterin: Riem Hussein ( Deutschland) \| \| Spielbericht \| | \| 26. Juli 2017, 20:45 Uhr in Rotterdam (Sparta Stadion Het Kasteel) \| \| Zuschauer: 4.893 \| \| Schiedsrichterin: Riem Hussein ( Deutschland) \| \| Spielbericht \| | Österreich | Aufstellung Island gegen Österreich |
| Island                                                             | Guðbjörg Gunnarsdóttir – Glódís Viggósdóttir, Sif Atladóttir, Anna Björk Kristjánsdóttir – Hólmfríður Magnúsdóttir (51. Gunnhildur Yrsa Jónsdóttir), Dagný Brynjarsdóttir, Sara Björk Gunnarsdóttir , Hallbera Guðný Gísladóttir – Agla María Albertsdóttir (83. Sandra María Jessen), Harpa Þorsteinsdóttir (71. Berglind Björg Þorvaldsdóttir), Fanndís Friðriksdóttir Cheftrainer: Freyr Alexandersson | Manuela Zinsberger – Katharina Schiechtl, Carina Wenninger, Virginia Kirchberger, Verena Aschauer – Sarah Zadrazil (72. Viktoria Schnaderbeck), Sarah Puntigam – Laura Feiersinger, Nicole Billa (86. Stefanie Enzinger), Lisa Makas (56. Nadine Prohaska) – Nina Burger Cheftrainer: Dominik Thalhammer | Österreich | Aufstellung Island gegen Österreich |
| Island                                                             | 0:1 Sarah Zadrazil (36.) 0:2 Nina Burger (44.) 0:3 Stefanie Enzinger (90.) | | Österreich | Aufstellung Island gegen Österreich |
| Island                                                             | Kristjánsdóttir (48.) | Zadrazil (72.) | Österreich | Aufstellung Island gegen Österreich |
| Island                                                             | Spieler des Spiels: Nina Burger (Österreich) | | Österreich | Aufstellung Island gegen Österreich |
| 26. Juli 2017, 20:45 Uhr in Rotterdam (Sparta Stadion Het Kasteel) | | |            |                                     |
| Zuschauer: 4.893                                                   | | |            |                                     |
| Schiedsrichterin: Riem Hussein ( Deutschland)                      | | |            |                                     |
| Spielbericht                                                       | | |            |                                     |